# Bojana Novakovic
Bojana Novakovic (ur. 17 listopada 1981 w Belgradzie) – serbsko-australijska aktorka, która wystąpiła m.in. w filmach Jestem najlepsza. Ja, Tonya, Ptaki Nocy i Furia.

## Filmografia

### Filmy
| Rok  | Tytuł                       | Rola           | Uwagi |
| ---- | --------------------------- | -------------- | ----- |
| 1997 | Żyć w Blackrock             | Tracy Warner   |       |
| 1999 | Strange Fits of Passion     | Jaya           |       |
| 2000 | Maska małpy                 | Tianna         |       |
| 2004 | Thunderstruck               | Anna           |       |
| 2006 | Solo                        | Billie Finn    |       |
| 2006 | Optymiści                   | Marina         |       |
| 2008 | Siedem dusz                 | Julie          |       |
| 2009 | Wrota do piekieł            | Ilenka Ganush  |       |
| 2010 | Furia                       | Emma Craven    |       |
| 2010 | Diabeł                      | Sarah Caraway  |       |
| 2010 | Strzyżenie                  | Mina           |       |
| 2011 | Burning Man                 | Sarah          |       |
| 2012 | Not Suitable for Children   | Ava            |       |
| 2012 | The King Is Dead!           | Therese        |       |
| 2012 | Generation Um...            | Violet         |       |
| 2014 | To właśnie seks             | Maeve          |       |
| 2015 | Z lasu                      | Clare Hitchens |       |
| 2017 | Jestem najlepsza. Ja, Tonya | Dody Teachman  |       |
| 2017 | Beyond Skyline              | Audrey         |       |
| 2018 | Malicious                   | Lisa           |       |
| 2020 | Ptaki Nocy                  | Erika Manson   |       |

### Telewizja
| Rok        | Tytuł                   | Rola                       | Uwagi              |
| ---------- | ----------------------- | -------------------------- | ------------------ |
| 1997       | Szkoła złamanych serc   | Tasha                      | 1 odc.             |
| 1998–1999  | Wildside                | Vildana Asimovic           | 2 odc.             |
| 1999       | Big Sky                 | Leisa                      | 1 odc.             |
| 1999       | Murder Call             | Sophie Misfud              | 1 odc.             |
| 1999       | Cena życia              | Rachel Carpenter           | 1 odc.             |
| 2000       | Szczury wodne           | Sarah Schreiber            | 1 odc.             |
| 2003       | Marking Time            | Randa                      | miniserial         |
| 2004–2005  | The Cooks               | Raffa                      | w gł. obsadzie     |
| 2006       | BlackJack: At the Gates | Nikki                      | film TV            |
| 2007–2009  | Satysfakcja             | Tippi                      | w gł. obsadzie     |
| 2014       | Rake                    | Michaela 'Mikki' Partridge | w gł. obsadzie     |
| 2015       | Casanova                | Madame de Pompadour        | film TV            |
| 2015       | Agatha                  | Agatha                     | film TV            |
| 2015–2016  | Shameless: Niepokorni   | Bianca Samson              | 6 odc.             |
| 2016       | Westworld               | Marti                      | 1 odc.             |
| 2018–2019  | Instinct                | det. Lizzie Needham        | w gł. obsadzie     |
| 2020       | Operation Buffalo       | Molly                      | miniserial, 5 odc. |
| 2021       | MacGyver                | Anya Vitez                 | 1 odc.             |
| 2021, 2023 | Love Me                 | Clara                      | w gł. obsadzie     |